# Ikarus 255
Ikarus 256 — 11-метровий угорський автобус 200-го модельного ряду автобусів угорської фірми Ikarus, що серійно вироблявся з 1972 по 1984 роки. Перші автобуси з'явилися наприкінці 1972 року; цей автобус є наступником Ikarus 55 (дуже застаріла модель). У порівнянні з Ikarus 250 є коротшим та менш комфортабельним. З 1977 року вийшов наступник 255 моделі — Ikarus 256, значно зручніший і модернізований, з новим двигуном і навіть VCD-телевізором (перший з Ikarus'ів що мав таке нововведення); 256 модель стала з часом значно популярніша, 255 модель трималася на конвеєрі до 1984 року, коли виробництво цих моделей припинилося узагалі. Тим не менше, ці автобуси регулярно працюють на міжміських маршрутах і застосовуються як екскурсійні. Автобус випускався ще у модифікації Ikarus 255.70 (фотографія цього автобуса є у картці цієї моделі), зі здвоєними у одинарні комплектом фар на передку.

## Описання моделі

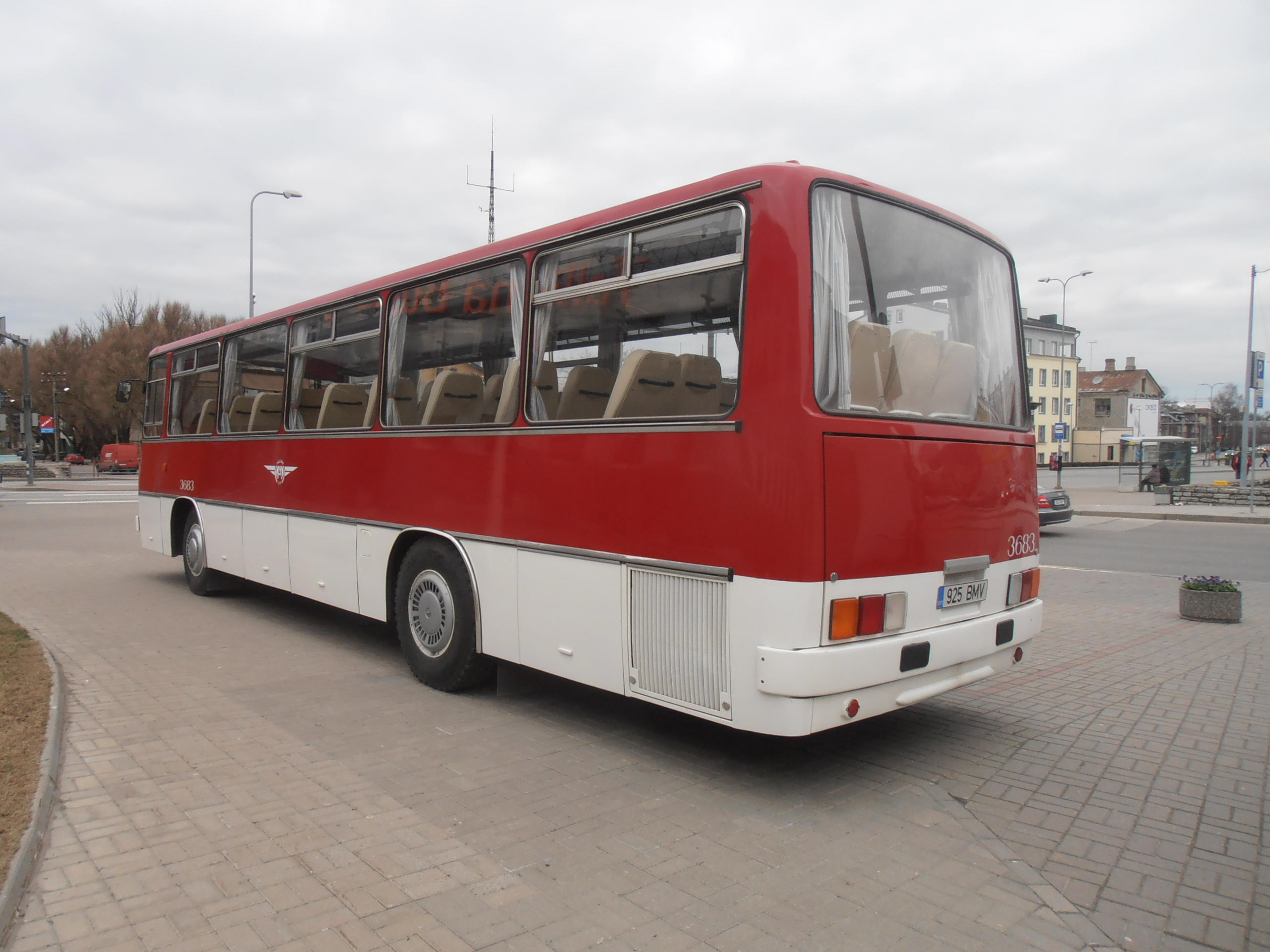
Ikarus 255 в Талліні

Ikarus 255 загалом не дуже відрізняється від подібних до себе моделей. По цьому автобусу було спроектовано 256 модель Ikarus, яка мала рівно 11 метрів у довжину і у висоту 3.1 метра. Цей автобус має у довжина практично ті ж 11 метрів (якщо точно то 10.97); у висоту цей автобус має лише 2.89 метра, що не могло не сказатися на і без того не найкращому комфорті перевезення. Кузов автобуса вагонного компонування, тримальний, стиль дизайну автобуса лишився без змін — кузов залишився цілком квадратним. Передок автобуса має менший бампер, аніж 250 і 256 модель, він зварний і прикріплений до кузова. У нього вмонтовані протитуманні фари жовтого кольору. Радіатор автобуса неприкритий, на нього прибита емблема Ikarus з номером моделі. Світлотехніка автобуса на передку представлена чотирма або шістьма фарами. 255 модель, як міські автобуси Ikarus 260 i Ikarus 280 здебільшого має по одній підсвітній фарі з кожного боку, фари можуть бути округлими або квадратними (див. фотографію); у квадратні можуть бути об'єднані дві. Вітрове скло автобуса розділено надвоє, склоочисники переміщаються важільно. Боковини автобуса складаються з одного суцільнотягненого листа цинку, покритого пластиком (верхня частини обшивки); нижня частина складається зі зварених оцинкованих листів. У автобуса є кілька відкидних секцій, у яких може триматися багаж і обладнання для миття автобуса, охолодження двигуна тощо. Попри те, що автобус не найвдалішою моделлю Ikarus'a і ця модель має невисоку ціну та великих строк служби кузова та ходової частини. Ikarus 255 зазвичай у СРСР фарбувалися у червоно-білий колір (червоними були дах і верхня частина боковин, задок і передок; білими була нижня частина кузова і бампер). Також зустрічаються зелено-білі і майже повністю червоні автобуси, з невеликою білою смужкою усередині кузова. Одною з відмінних рис вітрового скла стало те, що вікно стало більшим у висоту. Бокові дзеркала лишилися невеликого розміру. Дверей усього дві штуки, автоматичними є лише передні, вони відкриваються дистанційно з кабіни водія паралельно до кузова. Задні ж двері — механічні (як і у моделі Ikarus 250, у 256 моделі ця проблема вже усунута) і відкриваються, як звичайні механічні двері, самі ж зачинені легко і відкриваються за допомогою ручки. Задня панель цього автобуса така ж, як і у 250 і 256 моделі, окрім меншого бампера і наявності заднього вітрового скла. «Підлога» автобуса досить висока, а саме тому дуже незручна для пасажирів що входять до задньої частини салону (висота підлоги збільшується спереду до заду). Настил підлоги автобуса — з низькоякісного лінолеуму, який швидко забруднюється і швидко псується, хоча іноді фірма (якій належить автобус) або водії розстеляють килим на усю довжину салону. Висота стелі автобуса помітно зменшилася (загальна 290 сантиметрів), а висота у салоні зменшилася до 200 сантиметрів, і стала ще більш «приземленою». Крісла автобуса теж комфортом не відзначаються, вони розташовані на невеликих помостах. Крісла суміжного типу і не можуть розсуватися, до того ж на їхніх спинках крісел відсутні міністолики, а відстань між рядами дуже невелика. Ця проблема була частково вирішена за допомогою встановлення панелі над кріслами, на якій можна тримати сумки. Усього у автобуса 10 рядів місцями 1—45; на самому заді наявні 5 крісел, що є дуже зручними для пасажирів з дітьми (зазвичай у туристичних путівках на останній ряд не набирають 5 людей). Причиною невеликої відстані між рядами є відсутність ряду навпроти задніх дверей. У автобуса вікна не затоновані, проблема з завісками, що погано захищають від сонця вирішена не до кінця, оскільки на 255 моделі часто встановлювалися деталі Ikarus 250. Кабіна водія 255-моделі залишилася така ж, як у 250: кабіна відкритого типу з склом обзору салону. Панель приладів стала цілком прямою; показникові прилади розташовані зліва-направо так: тахометр, спідометр (класичний Ікарусівський на 120 км/год), показник кількості палива, годинник, оливометр та інші допоміжні. Пряма приладова панель змогла умістити у себе усі потрібні прилади, більшість клавіш розташовані прямо під кермом, що додає водієві незручності (хоча на деякі моделі додатково встановлюються додаткові панелі з ухилом у правий бік). Радіо знаходиться з правого боку. Водій має окремі двері входу/виходу. Коробка передач представлена жорстким 6-стпуінчастим важелем. Кермо розташовується з легким ухилом вліво, педаль гальма великого розміру; акселератора — малого. Вентиляція у салоні відбувається через зсувні кватирки на вікнах і обдувні люки примусового обдуву; кондиціонування у кабіні здійснюється через зсувну кватирку.

## Характеристика автобуса
255 модель Ikarus не відзначилася ані особливим комфортом, ані новими деталями у порівнянні з подібними 250 і 256 моделями. До переваг автобуса належить величезний строк експлуатації кузова і надійна ходова частина (бо підвіска ресорна, а не пневматична або пневмоважільна), автобуси випуску кінця 1970-х років іще досі обслуговують міжміські маршрути. Інше перевага автобуса є розширений багажний відсік і великі відсіки для тримання різноманітного обладнання. Автобус загалом не надто відстає за швидкісними показниками від сучасних автобусів і здатен розвинути швидкість понад 100 км/год.
Недоліків конструкції автобуса набагато більше, аніж переваг. Висота кузова зменшилася на 20 сантиметрів порівняно з 250 і 256 моделями, що відчутно зменшувало комфорт перевезення. Настил підлоги автобуса здебільшого обклеєний низькоякісним лінолеумом чи гофром, що швидко забруднюється. Крісла автобуса з встановленими підлокітниками, які не відкидаються і зафіксовані у верхній позиції, що додає пасажирам неприємності. Також недоліком планування є невелика відстань між рядами і те, що крісла майже не відкидаються. Задні двері механічні, тому пасажири відкривають їх власноручно. Вікна залишаються нетонованими, а завіски у основному червоного кольору, що погано захищають від сонця. У автобуса вкрай погана шумоізоляція салону і дуже гучний двигун що особливо гучно «реве» при малій швидкості руху, коли автобус розганяється то шум від коробки передач і переведення швидкості стає ще чутнішим. У автобуса немає жодного з теперішніх «обов'язкових» у автобусах туалету, кавоварки, чайника, VCD та тонованих склопакетів. Керування автобусом теж не має особливого комфорту; хоча кермо легко слухається, воно встановлене не по центру, а з невеликим зсувом уліво. Панель приладів цільна, і більшість потрібних клавіш розміщена прямо під кермовим колесом, додаючи незручностей водієві. Саме через ці недоліки автобуси Ikarus-255 майже не допускалися для туристичних перевезень, хоча у задумі автобус міг стати туристичним, оскільки у нього наявні багажні відсіки.

## Технічні дані
| Модель                                                            | Ikarus 255                                                                |
| Застосування                                                      | міський міжміський туристичний екскурсійний                               |
| Виробництво, роки                                                 | 1977—1984                                                                 |
| Попередник                                                        | Ikarus 250                                                                |
| Наступник                                                         | Ikarus 256                                                                |
| Довжина, мм                                                       | 10971                                                                     |
| Ширина (модлінг), мм                                              | 2500                                                                      |
| Висота (повністю), мм                                             | 2900                                                                      |
| Кузов                                                             | тримальний, вагонного компонування                                        |
| Осі                                                               | 2 штуки                                                                   |
| Колеса                                                            | 4×2; 11 R 20                                                              |
| Колія передніх коліс, мм                                          | 1835                                                                      |
| Колія задніх коліс, мм                                            | 2000                                                                      |
| Фари                                                              | одинарні або подвійні високої потужності                                  |
| Бампер                                                            | зварний, прибитий до кузова                                               |
| Передній звис, мм                                                 | 2450                                                                      |
| Задній звис, мм                                                   | 3170                                                                      |
| Боковини кузова                                                   | оцинковані, покриті металопластиком як вторинне покриття                  |
| Багажні відсіки                                                   | наявні, 2 штуки                                                           |
| Об'єм багажних відсіків, м³                                       | 4.6                                                                       |
| Відсувні відсіки (у боковинах)                                    | наявні щонайменше 4 штуки, використовуються у різних цілях                |
| Розташування двигуна                                              | за задньою панеллю                                                        |
| Максимальний кут підйому, %                                       | 20                                                                        |
| Дорожній просвіт                                                  | 340                                                                       |
| Колісна база, мм                                                  | 5340                                                                      |
| Лобове скло                                                       | роздільного типу                                                          |
| Склоочисники                                                      | 2 штуки, переміщуються тяговими важелями                                  |
| Споряджена маса, кг                                               | 10400                                                                     |
| Повна маса, кг                                                    | 16000                                                                     |
| Допустиме навантаження на передню вісь, кг                        | 6000                                                                      |
| Допустиме навантаження на задню вісь, кг                          | 10000                                                                     |
| Двері                                                             | 2 одностулкові, автоматичні лише передні                                  |
| Настил підлоги                                                    | гофр або лінолеум низької якості                                          |
| Сидіння                                                           | жорсткі, майже не розкладаються, суміжного типу                           |
| Кількість рядів                                                   | 10 (місця 1—40) + задній (41—45)                                          |
| Місткість автобуса, чол                                           | 45                                                                        |
| Завіски                                                           | темні, зазвичай червоні, погано захищають від сонця                       |
| Вікна                                                             | нетоновані, розділені                                                     |
| Кондиціонування у салоні                                          | через зсувні кватирки і обдувні люки                                      |
| Освітлення у салоні                                               | 8 плафонових ламп                                                         |
| Кермова система                                                   | Ikarus Raba                                                               |
| Панель приладів                                                   | пряма з нахилом                                                           |
| Розташування показникових приладів (зліва направо)                | тахометр, спідометр, бензинометр, оливолометр, показник розігріву двигуна |
| Клавіші на панелі приладів                                        | розташовані під кермом, іноді праворуч                                    |
| Двигун                                                            | дизельний Raba-D2156НМ6U                                                  |
| Потужність двигуна, кіловат                                       | 141 (192 к.с.)                                                            |
| Кількість циліндрів                                               | 6                                                                         |
| Робочий об'єм двигуна, літри                                      | 10.349                                                                    |
| Тип коробки передач                                               | ZF S6-90U                                                                 |
| Число ступенів КП                                                 | 6                                                                         |
| Обертальний момент, Н×м                                           | 696                                                                       |
| Максимальна швидкість, км/год                                     | 105                                                                       |
| Розгін 0—60 км/год, за, сек                                       | 42                                                                        |
| Витрати пального при швидкості 60 км/год на 100 кілометрів, літри | 27                                                                        |
| Гальмівний шлях зі швидкості 60 км/год, метри                     | 23.5                                                                      |